# 路士桓
路士桓，字尚卿，號蒲亭，直隸南宮縣人。清朝政治人物、進士出身。
光緒二十九年（1903年），中式癸卯科二甲進士。同年闰五月，改翰林院庶吉士。散館授翰林院編修。官至陝西道監察御史。